# Venă renală
Venele renale sunt venele care drenează sângele neoxigenat al rinichilor. Ele conectează rinichii la vena cavă inferioară. Ele transportă sângele filtrat de rinichi. 

## Anatomie
Există o venă pentru fiecare rinichi, care se împarte în 4 diviziuni la intrarea în rinichi: 
- ramura anterioară care primește sânge din porțiunea anterioară a rinichiului și,
- ramura posterioară care primește sânge din porțiunea posterioară.

Deoarece vena cavă inferioară se află în jumătatea dreaptă a corpului, venei renale stângi sunt în general mai lungi. 
Deoarece vena cava inferioară nu este lateral simetrică, vena renală stângă primește adesea următoarele vene: 
- vena frenică inferioară stângă
- vena suprarenală stângă
- vene gonadelor stângi ( vene testiculare stângi la bărbați, vena ovariană stângă la femei)
- la stânga, vena lombară secundă

Acest lucru este în contrast cu partea dreaptă a corpului, unde aceste vene se scurg direct în vena cavă inferioară. 
Adesea, fiecare venă renală poate primi și o ramură care aduce sângele din uretere. 

### Variabilitate
De obicei sunt singulare pentru fiecare rinichi, cu excepția stării „vene renale multiple”.  La unii oameni vena renală stângă trece în spatele aortei abdominale în loc de fața ei, aceasta este denumită vena renală stângă retroaortică, care este cunoscută și sub numele de „Vena lui Schnitker”. Dacă există o venă care trece prin față și una în spatele aortei, aceasta se numește venă renală circumaortică. 

## Semnificație clinică
Bolile asociate venei renale includ tromboza venei renale (TVR) și sindromul de sechestrare a venei renale. 

## Imagini suplimentare

Tomografie computerizată redată 3D, care arată o venă renală (în culoare roșie) pentru fiecare rinichi
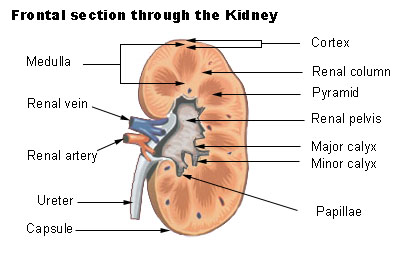
Secțiunea frontală prin rinichi
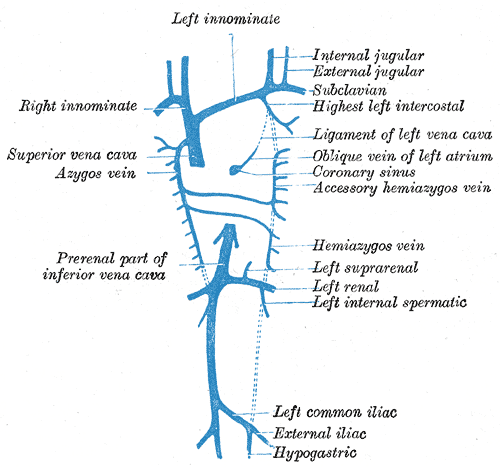
Diagrama care arată finalizarea dezvoltării venelor parietale.
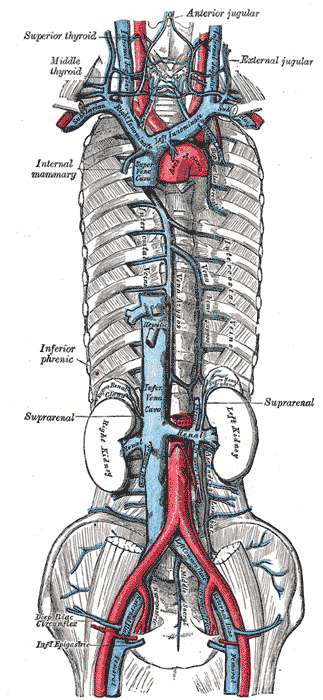
Venele cavæ și venele azygos, cu afluenții lor.
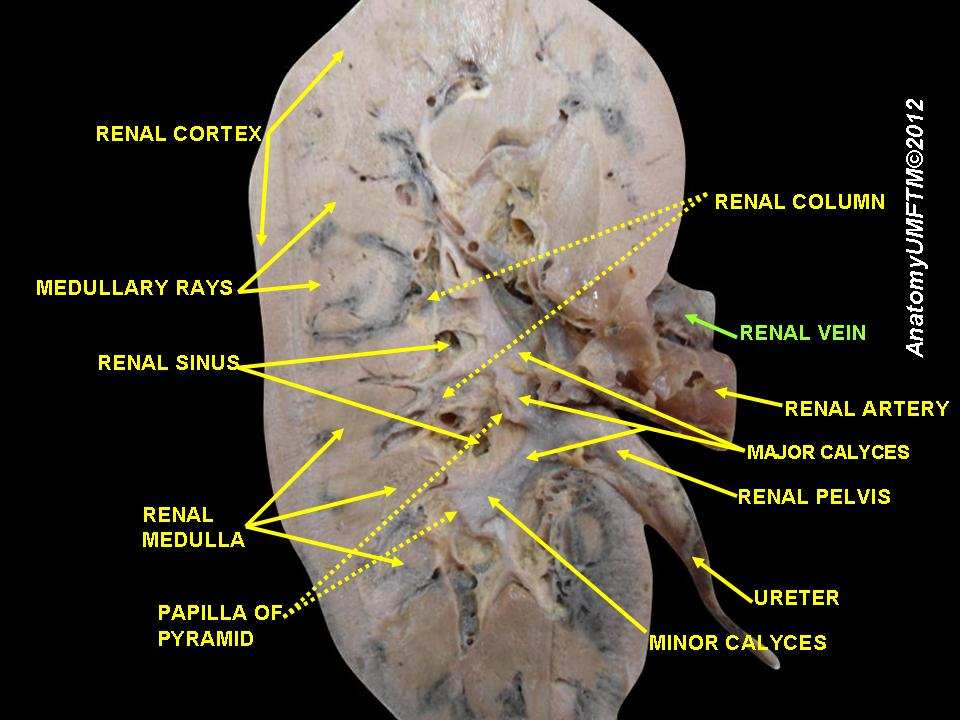
Vene renale
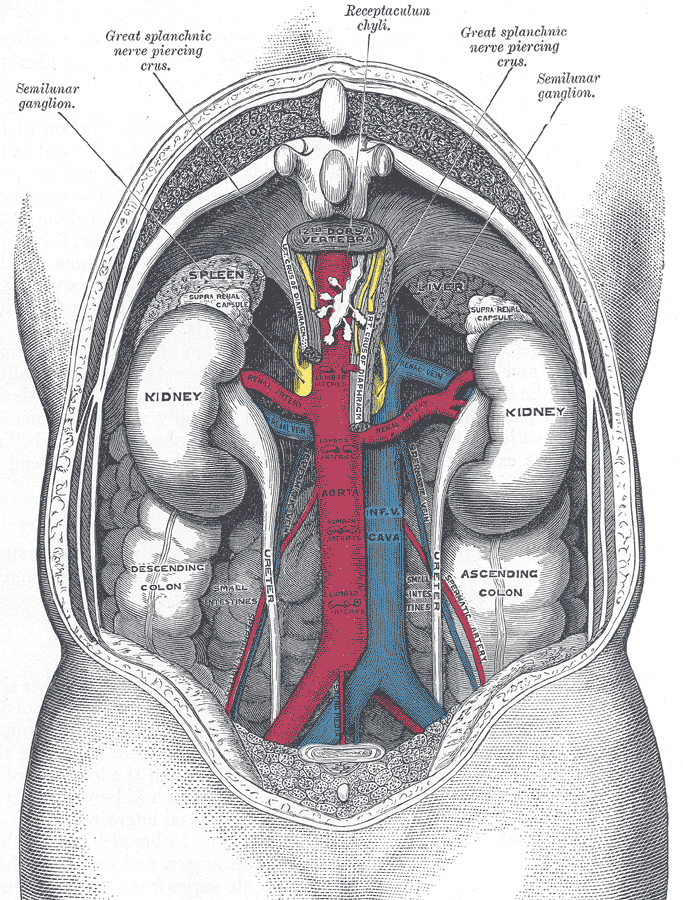
Rinichii umani priviți din spate cu coloana vertebrală îndepărtată.
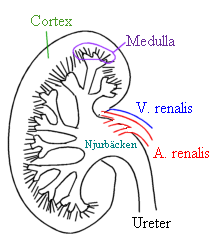
Rinichi
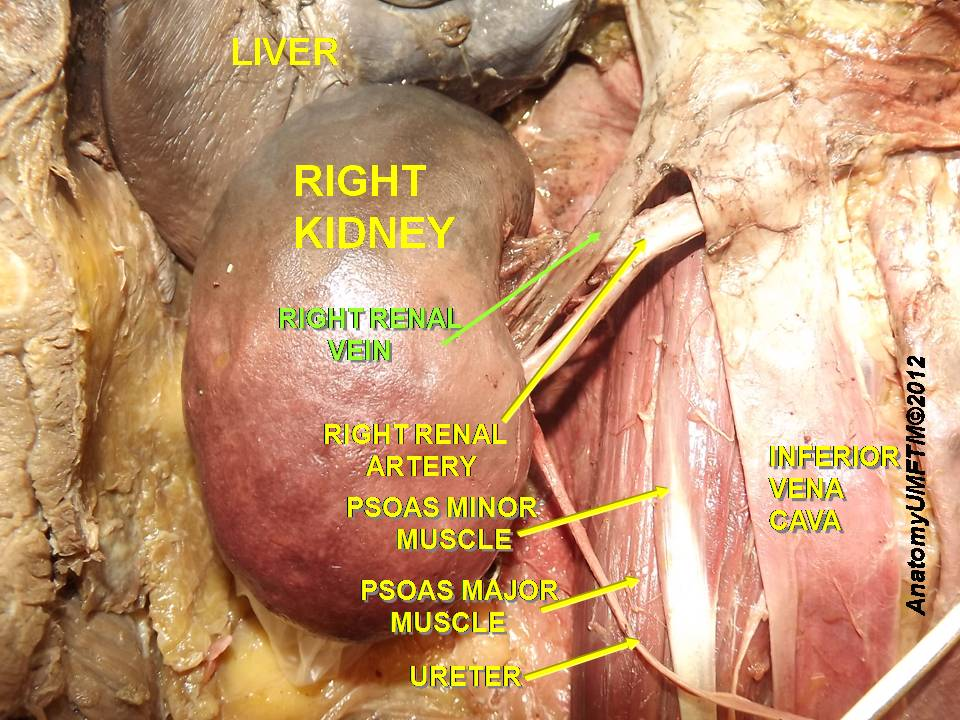
Vene renale
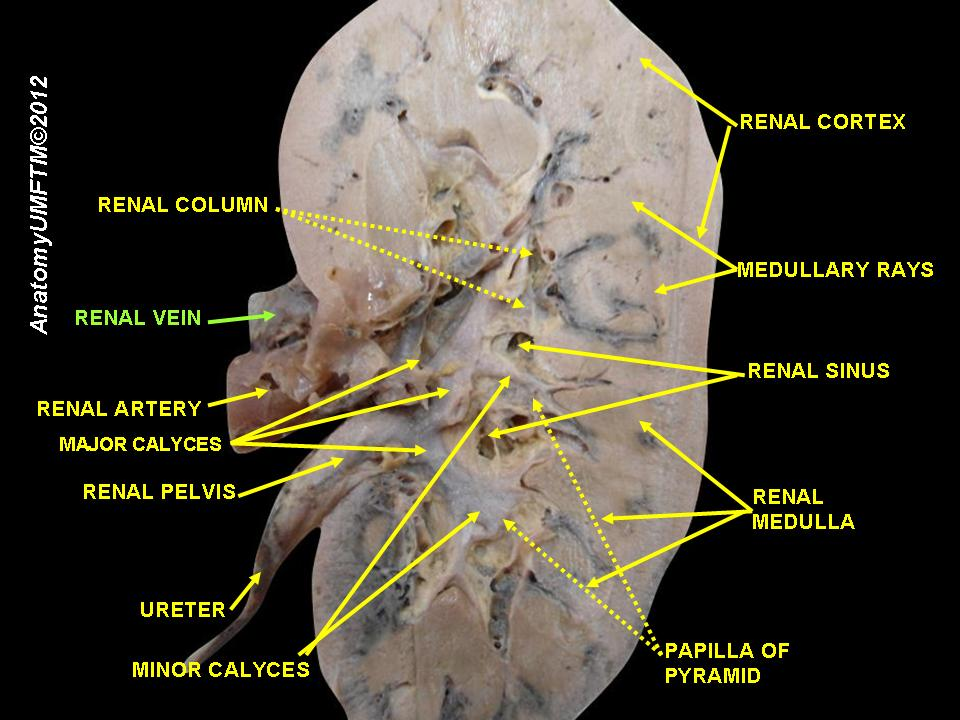
Vene renale
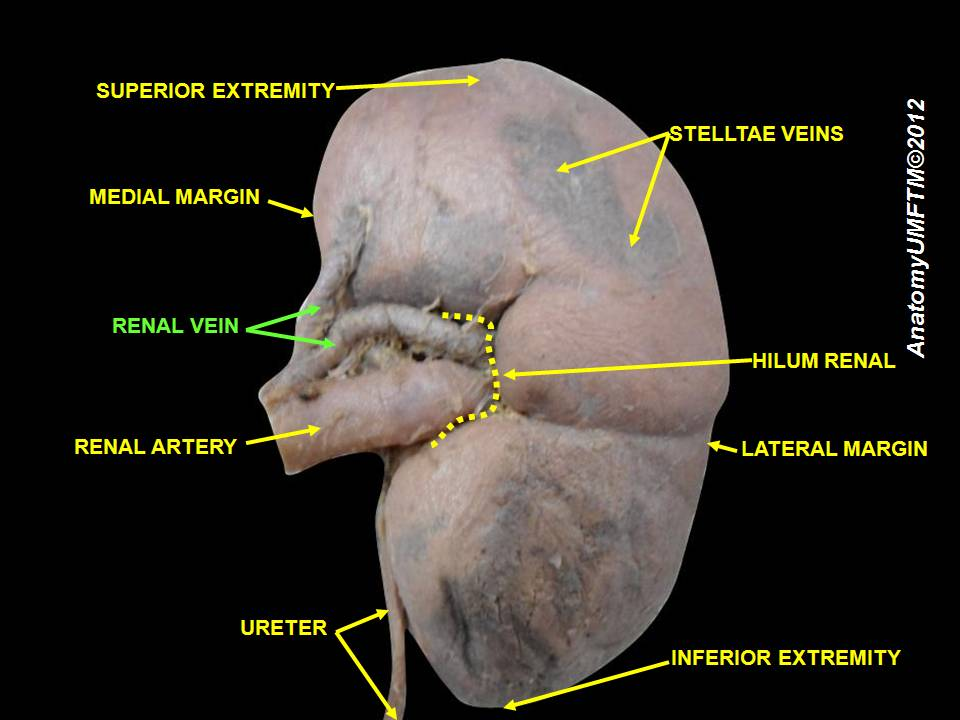
Vene renale